# 로이사케스
로이사케스(Rhoesaces, ? ~ 기원전 334년)는 아케메네스 제국의 군인으로 이오니아의 사트라프 스피토리다테스의 동생이다.
마케도니아 왕국의 알렉산드로스 대왕과 그라니코스 전투에서 싸울 때 알렉산드로스 대왕을 여러 번 공격했으나 결국 전사했다.